# Аубари
Ауба́ри, Уба́ри (араб. أوباري‎) — столица муниципалитета Вади-эль-Хаят, Ливия. Население — 24 918 чел. (на 2010 год).

## Географическое положение
Аубари расположен возле одноимённого оазиса.